# Liphistius rufipes
Liphistius rufipes är en spindelart som beskrevs av Peter J. Schwendinger 1995. Liphistius rufipes ingår i släktet Liphistius och familjen ledspindlar. Inga underarter finns listade i Catalogue of Life.